# Yitzhak Katz
Yitzhak Katz (né le 29 février 1948 en Belgique) est un rabbin orthodoxe non consistorial et un rosh yeshiva français.

## Biographie
Yitzhak Katz, fils de Shlomo (1890- ) et  de Bella Brandsdofer (1912- ), son père d'origine lituanienne était membre du tribunal rabbinique de Petah Tikva, son grand-père Yaacov Katz (Kacas) (1862-1922) était rabbin de Klikoul (Lituanie) et de Zagare (Lituanie) ainsi que surveillant spirituel de la Yechiva de Telshe, il est un gendre du grand-rabbin Chaim Yaakov Rottenberg, ayant épousé sa fille aînée Sarah. Il a étudié à la Yechiva de Ponevezh à Bnei Brak. Il est le beau-frère du grand-rabbin Mordechai Rottenberg, le quatrième grand rabbin de la synagogue de la Rue Pavée, dans le Pletzl, au cœur du Marais, au 10 rue Pavée, dans le 4e arrondissement de Paris.
À la suite du décès du grand rabbin Chaïm Yaakov Rottenberg, les deux beaux-frères ne sont pas arrivés à un accord sur la succession, et le rabbin Yitshak Katz ouvrit sa propre yeshiva, à deux pas, au 13 rue Pavée, appelée yeshiva Yad Mordechai.